# Edmar José da Silva
Edmar José da Silva (* 19. April 1975 in Alto Rio Doce, Minas Gerais) ist ein brasilianischer römisch-katholischer Geistlicher und Weihbischof in Belo Horizonte.

Wappen von Edmar José da Silva.

## Leben
Edmar José da Silva studierte Philosophie und Katholische Theologie am erzbischöflichen Priesterseminar São José in Mariana. Er empfing durch den Erzbischof von Mariana, Luciano Pedro Mendes de Almeida SJ, am 15. August 2000 auf dem Vorplatz des Priesterseminars São José in Mariana die Diakonenweihe und am 19. Mai 2001 in der Kirche São José in Alto Rio Doce das Sakrament der Priesterweihe für das Erzbistum Mariana.
Nach der Priesterweihe war Edmar José da Silva zunächst als Pfarrvikar der Pfarrei Nossa Senhora da Assunção in Mariana (2001–2004) und als Rektor des Kleinen Seminars des Erzbistums Mariana (2002–2004) tätig. 2004 wurde er für weiterführende Studien nach Rom entsandt, wo er 2006 an der Päpstlichen Universität Gregoriana ein Lizenziat im Fach Philosophie erwarb. Nach der Rückkehr in seine Heimat wirkte Edmar José da Silva zuerst als Spiritual am philosophischen Priesterseminar des Erzbistums Mariana, bevor er 2009 dessen Regens wurde. Zusätzlich war er in dieser Zeit erst Pfarrvikar und später Pfarradministrator der Pfarrei Santa Efigênia in Ouro Preto. Von 2015 bis 2020 war Edmar José da Silva Pfarrer der Pfarrei São Sebastião in Itabirito, bevor er 2020 Pfarrer der Pfarrei Nossa Senhora da Conceição in Ouro Preto und 2022 zudem Generaldirektor der Faculdade Dom Luciano Mendes in Mariana wurde. Daneben koordinierte er von 2019 bis 2022 die Pastoral im Erzbistum Mariana und lehrte an der philosophischen Fakultät der Faculdade Arquidiocesana de Mariana. Ferner leitete er das Museu Aleijadinho in Ouro Preto. Darüber hinaus gehörte er dem Ausbilderteam am erzbischöflichen Priesterseminar São José (2001–2015), dem Priesterrat (2016–2022), dem Bischofsrat (2019–2022) und dem Konsultorenkollegium (ab 2015) des Erzbistums an.
Am 6. März 2024 ernannte ihn Papst Franziskus zum Titularbischof von Garriana und zum Weihbischof in Belo Horizonte. Der Erzbischof von Belo Horizonte, Walmor Oliveira de Azevedo, spendete ihm am 11. Mai desselben Jahres in der Kirche São José in Alto Rio Doce die Bischofsweihe; Mitkonsekratoren waren der Erzbischof von Mariana, Airton José dos Santos, und der emeritierte Bischof von Oliveira, Francisco Barroso Filho. Sein Wahlspruch Servite Domino in Laetitia („Dient dem Herrn in Freude“) stammt aus Ps 100,2 .